# 塚本芳和
塚本 芳和（つかもと よしかず、1930年5月26日 - 2010年4月17日）は、日本の実業家。

## 来歴
- 1930年5月26日 - 情報将校（後に陸軍大佐）の塚本誠の子として兵庫県伊丹市に生まれる。父誠は戦後電通の取締役を務めている。祖父は日露戦争に従軍し、黒講台会戦で戦死した陸軍少佐の塚本芳郎。
- 1948年 - 栃木県立栃木高等学校卒業、旧制水戸高校に進学[3]
- 1954年 - 東京大学農学部卒業
- 1959年 - 農学博士号取得, 電通入社(調査, マーケティング, 連絡, システム開発, 総合開発, 総合計画室他)
- 1983年 - メディア開発局長
- 1987年 - 取締役総合計画室長
- 1989年 - 常務取締役
- 1995年 - 顧問, エレクトロニック・ライブラリー代表取締役社長兼務(1999年相談役)

## 著書

### 単著
- 『マルチ・メディア曼荼羅』(筑波書房,1997年)

### 共著
- 『電子メディアの近代史 「井戸を掘った人々」の創造と挑戦の日々』(ニューメディア, 1996年)

　　※和久井孝太郎・堀之内勝一との共著